# Зубов, Григорий Никитович
Григо́рий Ники́тович Зу́бов (7 января 1910, Костылево, Оренбургская губерния — 3 июля 1944, Марковщина, Минская область) — участник Великой Отечественной войны, механик-водитель танка, Герой Советского Союза.

## Биография
Григорий Зубов Родился 7 января 1910 года в крестьянской семье в селе Костылево Костылевской волости Челябинского уезда Оренбургской губернии Российской империи, ныне село входит в Куртамышский муниципальный округ Курганской области. По национальности русский.
Образование начальное. Работал трактористом в колхозе, слесарем в Куртамышской межрайонной мастерской капитального ремонта сельскохозяйственных машин, мастером в районном отделе дорожного строительства, пимокатом в промысловой артели «Знамя победы».
В Рабоче-крестьянской Красной Армии с мая 1941 года, призван Куртамышским РВК Челябинской области. С июня 1941 года на фронте Великой Отечественной войны. Воевал в пехоте в сражениях на Ленинградском, Западном и Сталинградском фронтах. В боях получил три лёгких (5 сентября 1941 года на Ленинградском фронте, 15 июня 1942 года на Западном фронте, в мае 1943 года на Сталинградском фронте) и одно тяжёлое (15 января 1944 года на 2-м Украинском фронте) ранения. После третьего лёгкого ранения был направлен на курсы водителей танка. По окончании курсов в октябре 1943 года старший сержант Григорий Зубов прибыл в 31-ю танковую бригаду.
11 января 1944 года в бою за село Карловка (20-ю километрами западнее Кировограда) прямым попаданием снаряда была пробита башня танка, тяжело ранены командир танка Г. Пэнэжко и наводчик орудия. Григорий Зубов занял место командира и сел за орудие, а радист заменил заряжающего. Почти в упор они расстреляли четыре вражеские машины. За этот бой был представлен к званию Герой Советского Союза.
Механик-водитель танка Т-34 277-го танкового батальона (31-я танковая бригада, 29-й танковый корпус, 5-я гвардейская танковая армия, 2-й Украинский фронт), беспартийный старший сержант Зубов погиб в бою 3 июля 1944 года под деревней Марковщина (бел. Маркаўшчына (Лагойскі раён)) Беларучского сельсовета Логойского района Минской области Белорусской ССР, ныне Республика Беларусь. Противник устроил засаду тремя танками. Дозорный танк ее не обнаружил. Немцы пропустили его. А когда другие два вышли на поляну, открыли огонь. Враг поджег все три танка боевого разведдозора и перенес огонь на выдвигавшиеся главные силы батальона, подбив два головных танка. От прямого попадания снаряда, выпущенного противником из танка погиб Зубов в одном из головных танков колонны.
Похоронен на центральной усадьбе совхоза «Большевик» (бел. Бальшавік (Мінскі раён)) в деревне Дубовляны Папернянского сельсовета Минского района Минской области. По архивным данным был похоронен на северо-западной окраине города Заславль Заславского района Минской области, ныне Минский район.
Указом Президиума Верховного Совета СССР от 13 сентября 1944 года за образцовое выполнение боевых заданий командования на фронте борьбы с немецко-фашистским захватчиками и проявленные при этом мужество и героизм старшему сержанту Григорию Никитовичу Зубову посмертно присвоено звание Героя Советского Союза.

## Награды
- * Герой Советского Союза, 13 сентября 1944 года[3][4][5][6]
  - Медаль «Золотая Звезда»
  - Орден Ленина
- Орден Красной Звезды, 11 декабря 1943 года[7]

Возможно он (или другой Зубов Григорий Никитич, род. 1913, призван Куртамышским РВК) был награждён медалью «За отвагу»

## Память
- Имя Героя носят улица и детская библиотека в городе Куртамыш.
- 7 мая 2015 года на Куртамышском аэродроме был открыт Мемориал Героям Советского Союза — уроженцам Куртамышского района (Т.А. Бояринцев, И.Н. Лоскутников, И.Н. Васильев, Г.А. Борисов, Г.Н. Зубов, А.Г. Матвиенко)[9].
- В 2015 году в рамках масштабного проекта Российского военно-исторического общества при поддержке Правительства Курганской области память Героя увековечена в мемориальной доске, установленной в МКОУ Куртамышского района «Костылёвская основная общеобразовательная школа»[10].

## Семья
Жена Пташкина Анастасия Прохоровна